# Felix Seyfferth
Albin August Felix Seyfferth (* 18. Mai 1878 in Leipzig; † 8. Februar 1954 in Schleiz) war ein deutscher Politiker (DDP).

## Leben
Seyfferth studierte Rechts- und Staatswissenschaften und schloss das Studium mit beiden Staatsexamen und der Promotion zum Dr. jur. ab. Am 20. April 1915 heiratete er in Wien Sophie Weingartner. Seit dem 2. August 1912 war er Bürgermeister von Schleiz. Am 28. Juni 1918 beschloss der Gemeinderat einstimmig, ihn auf Lebenszeit als Bürgermeister zu wählen. Am 20. Juli 1918 bestätigte die Regierung des Fürstentums Reuß jüngerer Linie diese Wahl. Ab dem 1. Juli 1919 führte er die Dienstbezeichnung Oberbürgermeister.
Mit der Bildung des Landes Thüringen wurde auch Schleiz Teil dieses Landes. Die Gemeinde- und Kreisordnung für Thüringen vom 20. Juli 1922 sah keine Bürgermeisterwahl auf Lebenszeit vor. Der Gemeinderat beschloss -wiederum einstimmig- am 27. Oktober 1922, die Wahl auf Lebenszeit zu bestätigen. Am 22. April 1925 wurde dennoch eine Wiederwahl von Seyfferth auf 12 Jahre vorgenommen. Auch diese Wahl wurde vom Gemeinderat um einen Hinweis auf die „wohlerworbenen Rechte aus der Wahl auf Lebenszeit“ ergänzt. Am 13. Januar 1931 erhielt er von der Gemeinde eine Anstellungsurkunde mit dem Vermerk „Oberbürgermeister auf Lebenszeit“. Am 5. Juli 1945 wurde er mit 67 Jahren in den Ruhestand versetzt.
Politisch war Seyfferth linksliberal eingestellt. Nach der Novemberrevolution wurde er am 2. Februar 1919 für die DDP in den letzten Landtag Reuß jüngerer Linie gewählt. Als solcher wurde er Mitglied des vereinigten Landtages des Volksstaates Reuß. Am 1. Mai 1920 schlossen sich der Volksstaat Reuß und sechs weitere thüringische Kleinstaaten zum Land Thüringen zusammen. Damit wandelte sich der Reußer Landtag in eine Gebietsvertretung. Auch dieser gehörte er an, auch nachdem sie sich verkleinert hatte. Vom 31. März 1922 bis zu seiner Auflösung am 31. März 1923 war er Vizepräsident der verkleinerten Gebietsvertretung. Daneben war er stellvertretendes Mitglied (für Ernst Jahn) im Volksrat von Thüringen.